# Vanuatu National Olympic Committee
Das Vanuatu National Olympic Committee ist das Nationale Olympische Komitee von Vanuatu.

## Geschichte
Das NOK wurde 1987 gegründet und im selben Jahr vom Internationalen Olympischen Komitee anerkannt.